# 1616
Cet article possède un paronyme, voir 1616 (urgence en mer).
Cette page concerne l'année 1616  du calendrier grégorien.
L'année 1616 est une année bissextile qui commence un vendredi.

## Événements
- 5 janvier, Nouvelle-France : Samuel de Champlain, qui hiverne à Cahiagué sur le lac Simcoe retrouve le père Joseph Le Caron. Ils partent ensemble le 15 janvier chez les Pétuns et les Outaouais au sud de la baie Georgienne, et étudient les mœurs des Indiens. Le 15 février, Champlain est de retour à Cahiagué où il arbitre un différend entre les Hurons et les Algonquins, puis le 20 mai quitte l'Huronie avec Le Caron pour Québec (11 juillet) puis la France (3 août-10 septembre)[1].
- 10 janvier, Inde : l'ambassadeur anglais Thomas Roe rencontre pour la première fois Jahangir à Ajmer[2]. Les Anglais obtiennent de l'empereur moghol l'autorisation de s'installer à Surat. Les Hollandais y installent également un établissement.
- 24-25 janvier : Les explorateurs hollandais Willem Schouten et Le Maire découvrent les détroits de Le Maire et de Drake[3].
- 29 janvier : Willem Schouten et Le Maire contournent pour la première fois le cap Horn par la haute mer[4].
- 2 mars : fondation d'un village sur le site de la ville de Medellín en Colombie par les Espagnols[5].

- 17 mai : création de la Compagnie danoise des Indes orientales[6]. Arrivée des Danois à Tranquebar sur la côte de Coromandel en Inde.
- 19 mai : Willem Schouten et Jacob Le Maire découvrent l'île de Futuna[7].

- 6 juillet : l'explorateur et navigateur anglais William Baffin, à la recherche d'un passage du Nord-Ouest, découvre la baie qui portera son nom[8].

- 30 septembre : une ambassade espagnole, conduite par Bartolomé de Burguillos qui a débarqué à la fin de l'année 1615, quitte le Japon après avoir été reçue froidement par le shogun et priée de partir à la prochaine mousson[9].

- 1er octobre, Japon : le Rōjū renouvelle l'édit interdisant le christianisme[10].
- 25-27 octobre, Australie : Le navigateur hollandais Dirk Hartog échoue sur la côte occidentale de la péninsule du cap York et y laisse un plat d’étain, premier objet attestant des contacts des Européens avec le continent Australien[11].

- Nurhachi (Nourqatsi), chef des Jurchens (Mandchous) se proclame khan et fonde la dynastie des Jīn postérieurs. Les princes Mandchous unifient les tribus jurchen[12]. Les tribus mandchoues et toungouses font alors un commerce actif avec la Chine (fourrures, ginseng). Nourqatsi s’est assuré un grand pouvoir économique en rançonnant les caravanes qui traversent son territoire.

- Une épidémie de variole décime la population indienne en Nouvelle-Angleterre[13].

### Europe
- 12 février-30 mars : échec du siège de Gradisca par les Vénitiens en conflit avec l'Autriche pour son soutien aux raids des pirates Uscoques[14].
- 19 février : Galilée, qui ne soutient pas ouvertement les principes de Copernic, est cité devant le Saint-Office, qui déclare dans sa censure du 24 février que soutenir la proposition que le soleil est immobile au centre du système est « insensé et absurde en philosophie et formellement hérétique car elle s’oppose aux Saintes Écritures et à l’interprétation commune des Saints Pères… »[15].

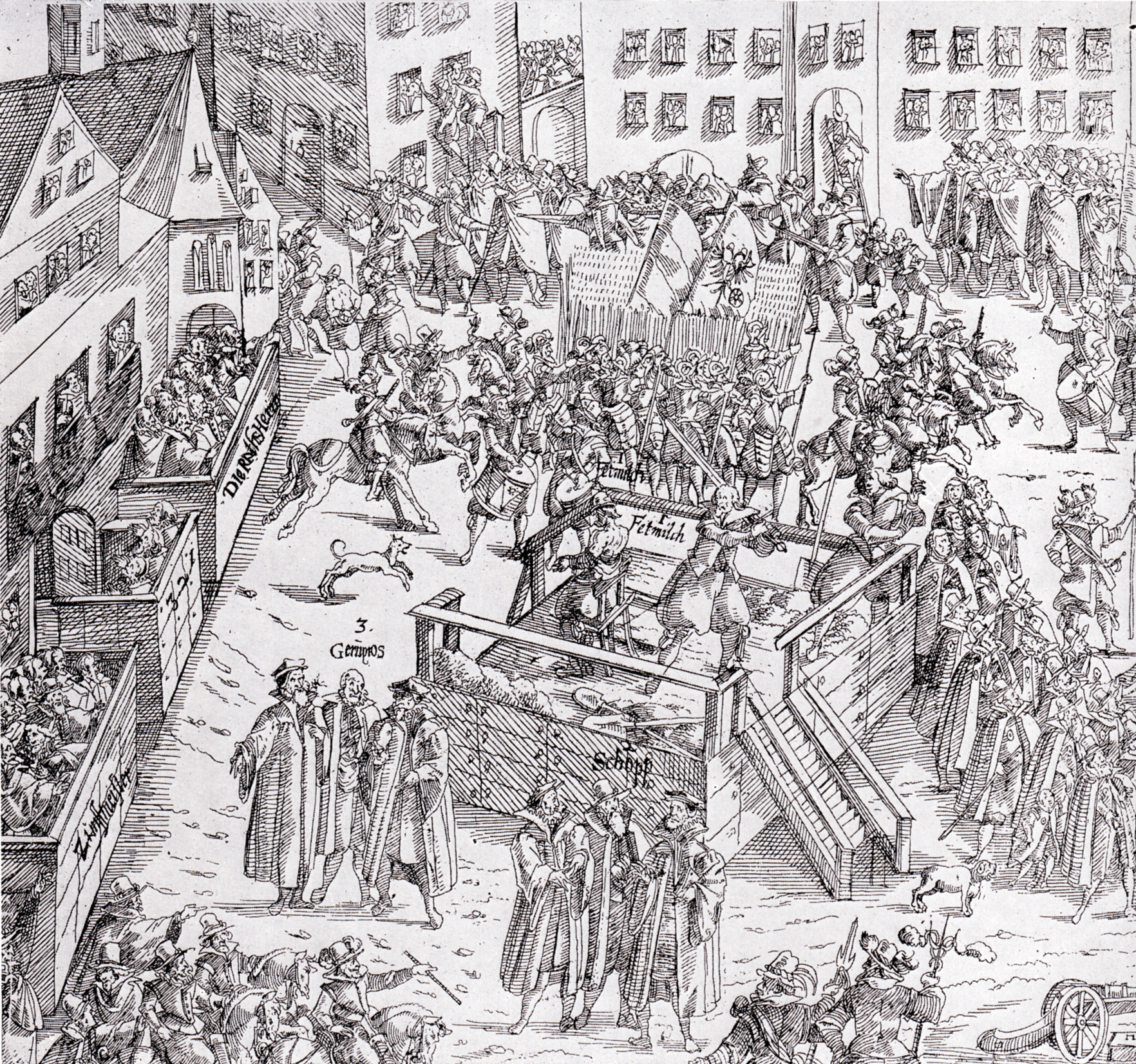
28 février : exécution de Vincent Fettmilch à Francfort.

- 5 mars : l'Église catholique romaine déclare hérétiques les idées de Copernic[15]. L'Inquisition enjoint à Galilée de cesser d'enseigner les thèses héliocentristes de Nicolas Copernic.
- 30 avril : les Proconsuls et Sénateurs de Hambourg demandent à Venise d’installer un consul dans la ville[16].
- 20 mai : les communautés juives portugaises d'Amsterdam Beth Jacob et Neve Shalom fondent la confrérie enseignante Talmud Tora (Enseignement de la loi)[17].
- 14-16 juillet : victoire espagnole sur les Ottomans à la bataille du cap Celidonia[18].

- 24 juillet : Radu Serban Basarab devient voïévode de Moldavie (1616-1619, 1623-1626)[19].
- 30 juillet, Angleterre : Edward Coke, disgracié, est suspendu de son poste de Chief Justice. Henry Montagu lui succède le 16 novembre[20].
- Révolte de paysans asservis en Russie[21]. Soulèvement des Bachkirs et des Tatars de Kazan[22].
- L’archimandrite du couvent de Saint-Serge, Denis, anime un cénacle travaillant à la réforme de l’Église russe. Le tsar le charge de la révision des Livres saints, entreprise qui se heurte à l’hostilité des conservateurs, dont la mère du tsar. Denis sera emprisonné, puis libéré grâce au retour du patriarche Philarète[23].
- Pologne : émeutes anti-protestantes à Poznań[24].

## Naissances en 1616
- 2 février : Sébastien Bourdon, peintre français († 8 mai 1671).
- 14 février : Marc Restout, peintre français († 3 avril 1684).
- 25 février : Isaac Luttichuys, peintre néerlandais († 6 mars 1673).

- 12 mai : Giovanni Bernardo Carbone, peintre baroque italien de l'école génoise († 11 mars 1683).

- 18 mai : Johann Jakob Froberger, musicien et compositeur allemand († 7 mai 1667).

- 24 juin : Ferdinand Bol, peintre, graveur et dessinateur néerlandais († 24 juillet 1680).

- 9 septembre : Nicolás de Villacis, peintre espagnol († 8 avril 1694).
- 18 octobre : Francisco Enríquez de Villacorta, médecin espagnol († 1680).

- 19 novembre : Eustache Le Sueur, peintre et dessinateur français († 30 avril 1655).
- 23 novembre : John Wallis, mathématicien anglais († 28 octobre 1703).

- Date précise inconnue :
  - Fan Qi, peintre de paysages chinois († 1694).
  - Ludolf de Jongh, peintre néerlandais († 1679).

## Décès en 1616
- 13 janvier : Irénarque de Rostov, moine et ascète russe renommé et reconnu Saint (° 1547).
- 14 janvier : Orazio Borgianni, peintre baroque italien (° 6 avril 1574).
- 18 janvier : Charles d'Arenberg, 2e comte puis 1er prince d'Arenberg et du Saint-Empire, baron de Zewenberghes, 5e duc d'Aerschot et prince de Chimay par son mariage (° 22 février 1550).
- ? janvier : David Rivault de Fleurance, homme de lettres et mathématicien français (° 1571).

- 4 février : Samuel Pallache, marchand, diplomate et pirate juif marocain (° vers 1550).
- 12 février :
  - Johannes van den Driesche, philologue néerlandais (° 28 juin 1550).
  - Anne de Nassau-Dillenbourrg, fille du comte Guillaume "le Riche" de Nassau-Dillenbourg et de sa seconde épouse, Juliana de Stolberg (° 21 septembre 1541).
- 17 février : Pierre de Gondi, ecclésiastique français (° 1533).
- 28 février : Nicolas Christophe Radziwiłł, maréchal de la cour de Lituanie (° 2 août 1549).

- 3 mars : Mathias de l'Obel, botaniste flamand (° 1538).
- 6 mars : Francis Beaumont, auteur dramatique, à Londres (° 1585).
- 8 mars : Marie-Anne de Bavière, princesse allemande de la maison de Wittelsbach (° 18 décembre 1574).
- 18 mars : Roger Wrenno, laïc catholique anglais martyr (° 1576).
- 31 mars : Jean-Adolphe de Holstein-Gottorp,  co-duc de Schleswig-Holstein-Gottorp, Duc de Schleswig-Holstein-Gottorp, Prince-évêque de Lübeck et Prince-Archevêque de Brême (° 27 février 1575).

- 4 avril : Pompeio Arrigoni, cardinal italien (° 1552).
- 14 avril : Jean de Normandie, diplomate genevois d'origine française (° vers 1544).

- 22 avril : Miguel de Cervantes, romancier, dramaturge et poète espagnol (° 29 septembre 1547).
- 23 avril :
  - William Shakespeare, dramaturge, poète, acteur, à Stratford-upon-Avon (Angleterre) (° 26 avril 1564).
  - Garcilaso de La Vega, dit l’Inca, à Cordoue, chroniqueur amérindien de langue espagnole, fils d’un espagnol et d’une princesse Inca (° 12 avril 1539).
- 27 avril : Claude Chastillon, architecte, ingénieur et topographe français (° 1559).

- 8 mai : Gilbert Talbot, 7e comte de Shrewsbury et 7e comte de Waterford, courtisan anglais et pair d'Angleterre (° 20 novembre 1552).
- 24 mai : Margaret Russell, noble anglaise, demoiselle d'honneur d'Élisabeth Ire (° 7 juillet 1560).
- 25 mai : Filippo Spinelli, cardinal italien (° 1566).

- 1er juin : Tokugawa Ieyasu, daimyo puis shogun de l'époque Sengoku du Japon (° 31 janvier 1543).
- 9 juin : Cornelis Schuyt, organiste et compositeur néerlandais (° 1557).
- 24 juin : Orazio Spinola, cardinal italien (° vers 1547).

- 2 juillet : Bernardino Realino, religieux jésuite italien canonisé en 1947 (° 1er décembre 1530).
- 7 juillet : Anne de Wurtemberg, princesse allemande (° 12 juin 1561).
- 20 juillet : Hugh O'Neill, 2e comte de Tyrone (° entre 1540 et 1550).
- 25 juillet : Andreas Libavius, chimiste et médecin allemand (° 1555).
- 29 juillet :
  - Adrien d'Amboise, aumônier du roi Henri IV et évêque de Tréguier (° vers 1551).
  - Tang Xianzu, dramaturge chinois (° 24 septembre 1550).

- 7 août : Vincenzo Scamozzi, architecte et scénographe italien (° 2 septembre 1548).
- 8 août : Cornelis Ketel, peintre maniériste néerlandais (° 18 mars 1548).
- 23 août : Hans von Schweinichen, courtisan du duché de Liegnitz et mémorialiste polonais (° 25 juin 1552).

- 12 octobre : Henry Cavendish, militaire et homme politique britannique (° 24 décembre 1550).
- 21 octobre :
  - Sakazaki Naomori, daimyo du début de l'époque d'Edo (° 1563).
  - Gabriel Sévèros, théologien orthodoxe (° 1541).
- 23 octobre : Achille de Harlay, magistrat français (° 7 mars 1536).
- 27 octobre : Johann Richter,  mathématicien, fabricant d'instruments et astronome allemand (° 1537).

- 3 novembre : Agnès-Hedwige d'Anhalt, abbesse de Gernrode, électrice de Saxe et duchesse de Schleswig-Holstein-Sonderburg-Plön (° 12 mars 1573).
- 15 novembre : Charles de Navières, poète français (° 3 mai 1544).
- 20 novembre : Matsumae Yoshihiro, samouraï de la fin de période Sengoku au début de l'époque d'Edo, daimyo du domaine d'Ezochi dans Hokkaidō (° 4 octobre 1548).
- 23 novembre :  Richard Hakluyt, chapelain de la cathédrale de Bristol et archidiacre de l'abbaye de Westminster, géographe, historien, traducteur, éditeur et diplomate  anglais (° 1552 ou 1553).

- 7 décembre : Guillaume Fouquet de La Varenne, homme d'État français (° 13 décembre 1560).
- 10 décembre : Diogo do Couto, écrivain et historien portugais (° 1542).
- 24 décembre : György Thurzó, militaire hongrois de la maison Thurzó (° 2 septembre 1567).

- Date précise inconnue :
  - Guillaume de Baillou, médecin français (° 1538).
  - Jacques Bellange, peintre, dessinateur et aquafortiste lorrain (° vers 1575).
  - Johannes Burchart I, noble hongrois (° 1546).
  - Hendrick Christiaensen, explorateur néerlandais (° 1574).
  - Lodovico delle Colombe, philosophe aristotélicien et érudit italien (° 20 janvier 1565).
  - Raphaël Coxie, peintre de la Renaissance maniériste flamande (° 1540).
  - Frans Francken I, peintre flamand de l'École d'Anvers (° 1542).
  - Pietro Amico Giacobetti, compositeur italien (° 1558).
  - Thomas Helwys, anglais, un des principaux fondateurs du mouvement baptiste (° 1550).
  - Kanō Naizen, peintre japonaise de l'école Kanō (° 1570).
  - Sylvestre de Laval, théologien et religieux français (° vers 1570).
  - Rowland Lockey, peintre et orfèvre anglais (° 1565).
  - Pierre-Olivier Malherbe, premier voyageur à avoir effectué le tour du monde par voie terrestre[25]. (° 1569).
  - Matteo Pérez, peintre maniériste italien (° 1547).
  - François Quesnel, peintre et dessinateur français (° vers 1543).
  - Shimozuma Chūkō, moine japonais du Hongan-ji (° 1551).

- Vers 1616 :
- Jean Mocquet, voyageur français (° 1575).

- Entre 1616 et 1619 :
- Gortzius Geldorp, peintre d’histoire et portraitiste flamand (° 1553).